# Vao (Väike-Maarja)
Vao – wieś w Estonii, w prowincji Virumaa Zachodnia, w gminie Väike-Maarja.

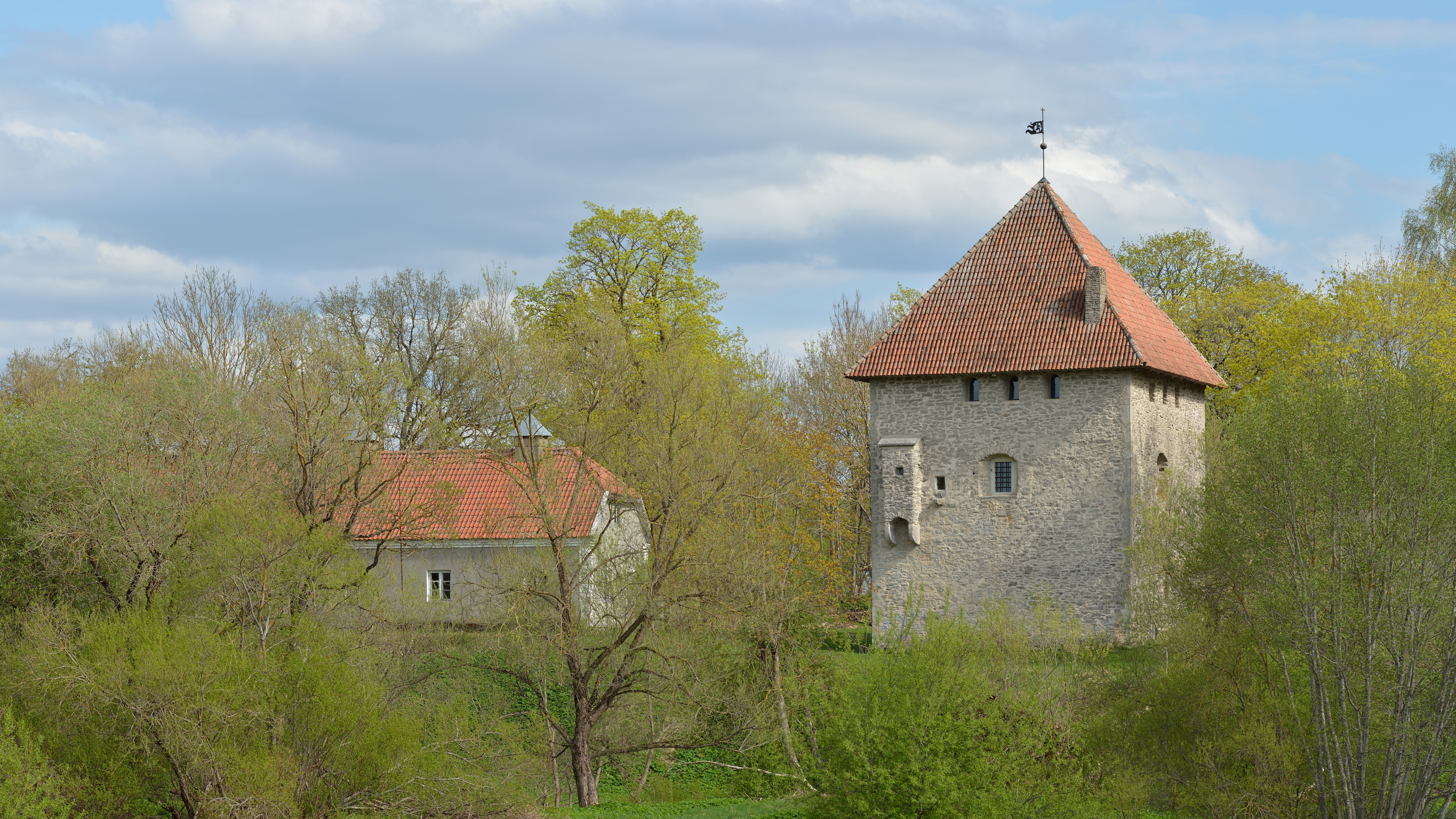
Wieża rycerska we wsi Vao